# 岩端卓也
岩端 卓也（いわばた たくや、1月29日 - ）は、日本の男性声優。兵庫県出身。81プロデュース所属。

## 人物
趣味・特技は歌唱、音楽鑑賞、口笛、歯笛。

## 出演
太字はメインキャラクター。

### テレビアニメ
2014年
- プリパラ（男の子）

2015年
- クロスアンジュ 天使と竜の輪舞（市民）
- 境界のRINNE（男子A）
- 機動戦士ガンダム 鉄血のオルフェンズ（少年兵）
- NARUTO -ナルト- 疾風伝（ムヤミ）

2017年
- リトルウィッチアカデミア（ジョン）
- BanG Dream!（店員）
- つうかあ（男性A）

2018年
- クレヨンしんちゃん（2018年 - 2023年、係のお兄さん、配達員、男性社員、利本加太郎〈14歳〉、ヤリスギール 他）
- 働くお兄さん!（ハツカネズミ、エジプトルーセットオオコウモリ）
- 忍たま乱太郎（2018年 - 2020年、忍術塾卒業生、タソガレドキ忍者、上泉秀綱、忍者）
- ドラえもん（テレビ朝日版第2期）（2018年 - 2019年、隊員、審判、サラリーマン、主審、青年 他）
- キラキラハッピー★ ひらけ!ここたま（小畑つばさ）

2020年
- 白猫プロジェクト ZERO CHRONICLE（テオ）

### 劇場アニメ
- クレヨンしんちゃん 爆盛!カンフーボーイズ〜拉麺大乱〜（2018年、青年）
- クレヨンしんちゃん 新婚旅行ハリケーン 〜失われたひろし〜（2019年、仮面族）
- クレヨンしんちゃん 謎メキ!花の天カス学園（2021年、ボヤキ男子生徒）
- がんばっていきまっしょい（2024年、男子生徒）

### OVA
- 今日、恋をはじめます（2012年、バイト男、男1）
- 12歳。（2014年、男子2） - 『ちゃお』2014年5月号付録

### Webアニメ
- 残念女幹部ブラックジェネラルさん（2017年、ナレーション、戦闘員）

### ゲーム
- 怪盗夜想曲（2016年、人形怪盗ネイブハイド[4]）
- キャプテン翼〜たたかえドリームチーム〜（2017年、ペペ）
- ウイニングハンド（2018年、バトルビートル）
- 実況パワフルプロ野球2018（2018年、タムラくん2号[5]）
- デュエル・マスターズ プレイス（2019年、アクア・チャージャー）
- ファイナルファンタジーVII リメイク（2020年）

### 吹き替え

#### 映画
- ウェット・ホット・アメリカン・サマー
- クロッシング・マインド 消えない銃声（2017年、デイヴィー〈オースティン・エイブラムス〉）
- タクシー運転手 約束は海を越えて（2018年、ク・ジェシク〈リュ・ジュンヨル〉）

#### テレビドラマ
- ウォーキング・デッド（カール・グライムズ）
- 星から来たあなた（2014年、ボム）

#### アニメ
- アルティメット・スパイダーマン ウェブ・ウォーリアーズ（2012年、アイアン・スパイダーマン[6]）
- アルティメット・スパイダーマン VS シニスター・シックス（2012年、アイアン・スパイダーマン）
- きかんしゃトーマス（2014年 - 、ティモシー[7]）※NHK Eテレ
- きかんしゃトーマス 勇者とソドー島の怪物（2015年、ティモシー（予告編、テレビ放映版）、ブレンダム港の作業員）
- インクレディブル・ファミリー（2018年）[8]
- きかんしゃトーマス Go!Go!地球まるごとアドベンチャー（2019年、ティモシー）

### CM
- からかい上手の高木さん（2016年、西片くん）